# Campionati jugoslavi di sci alpino 1984
Ai Campionati jugoslavi di sci alpino 1984 furono assegnati i titoli di discesa libera, slalom gigante, slalom speciale e combinata, sia maschili sia femminili.

## Risultati
| Specialità      | Uomini          | Donne             |
| --------------- | --------------- | ----------------- |
| Discesa libera  | Janez Pleteršek | Nataša Bokal      |
| Slalom gigante  | Boris Strel     | Andreja Leskovšek |
| Slalom speciale | Bojan Križaj    | Anja Zavadlav     |
| Combinata       | Luka Knific     | Nuša Tome         |